# Орбанья
Орбанья́ (фр. Orbagna) — колишній муніципалітет у Франції, у регіоні Бургундія-Франш-Конте, департамент Жура. Населення — 206 осіб (2011).
Муніципалітет був розташований на відстані близько 350 км на південний схід від Парижа, 90 км на південний захід від Безансона, 13 км на південний захід від Лонс-ле-Соньє.

## Історія
У 1956-2015 роках муніципалітет перебував у складі регіону Франш-Конте. Від 1 січня 2016 року належав до нового об'єднаного регіону Бургундія-Франш-Конте.
1 січня 2019 року Орбанья і Бофор було об'єднано в новий муніципалітет Бофор-Орбанья.

## Демографія
Динаміка населення (Insee ):
Розподіл населення за віком та статтю (2006):
| Стать | Всього | До 15 років | 15-24 | 25-44 | 45-64 | 65-85 | Понад 85 |
| --- | ------ | ----------- | ----- | ----- | ----- | ----- | -------- |
| Чоловіки | 88     | 4           | 12    | 20    | 32    | 16    | 4        |
| Жінки | 72     | 8           | 4     | 12    | 24    | 16    | 8        |
| \| Статево-вікова піраміда \| Статево-вікова піраміда \| Статево-вікова піраміда \| \| ----------------------- \| ----------------------- \| ----------------------- \| \| Чоловіки \| Вік \| Жінки \| \| 4 \| 85 + \| 8 \| \| 4 \| 80-84 \| 8 \| \| 4 \| 75-79 \| 0 \| \| 4 \| 70-74 \| 8 \| \| 4 \| 65-69 \| 0 \| \| 4 \| 60-64 \| 4 \| \| 12 \| 55-59 \| 4 \| \| 8 \| 50-54 \| 0 \| \| 8 \| 45-49 \| 16 \| \| 8 \| 40-44 \| 4 \| \| 4 \| 35-39 \| 0 \| \| 0 \| 30-34 \| 4 \| \| 8 \| 25-29 \| 4 \| \| 0 \| 20-24 \| 4 \| \| 12 \| 15-20 \| 0 \| \| 0 \| 10-14 \| 4 \| \| 0 \| 5-9 \| 4 \| \| 4 \| 0-4 \| 0 \| |        |             |       |       |       |       |          |
| Статево-вікова піраміда |        |             |       |       |       |       |          |
| Чоловіки | Вік    | Жінки       |       |       |       |       |          |
| 4 | 85 +   | 8           |       |       |       |       |          |
| 4 | 80-84  | 8           |       |       |       |       |          |
| 4 | 75-79  | 0           |       |       |       |       |          |
| 4 | 70-74  | 8           |       |       |       |       |          |
| 4 | 65-69  | 0           |       |       |       |       |          |
| 4 | 60-64  | 4           |       |       |       |       |          |
| 12 | 55-59  | 4           |       |       |       |       |          |
| 8 | 50-54  | 0           |       |       |       |       |          |
| 8 | 45-49  | 16          |       |       |       |       |          |
| 8 | 40-44  | 4           |       |       |       |       |          |
| 4 | 35-39  | 0           |       |       |       |       |          |
| 0 | 30-34  | 4           |       |       |       |       |          |
| 8 | 25-29  | 4           |       |       |       |       |          |
| 0 | 20-24  | 4           |       |       |       |       |          |
| 12 | 15-20  | 0           |       |       |       |       |          |
| 0 | 10-14  | 4           |       |       |       |       |          |
| 0 | 5-9    | 4           |       |       |       |       |          |
| 4 | 0-4    | 0           |       |       |       |       |          |

## Економіка
2010 року серед 114 осіб працездатного віку (15—64 років) 91 була активною, 23 — неактивними (показник активності 79,8%, у 1999 році було 73,4%). З 91 активної мешканців працювало 87 осіб (47 чоловіків та 40 жінок), безробітними було 4 (0 чоловіків та 4 жінки). Серед 23 неактивних 5 осіб було учнями чи студентами, 10 — пенсіонерами, 8 були неактивними з інших причин.

У 2010 році в муніципалітеті числилось 86 оподаткованих домогосподарств, у яких проживали 195,0 особи, медіана доходів виносила 18 941 євро на одного особоспоживача